# Вишняков, Виталий Евгеньевич
Виталий Евгеньевич Вишняков (род. 2 мая 1940 года, г. Пенджикент, Таджикская ССР, СССР) — советский, российский научный и политический деятель. Лауреат Государственной премии СССР. Председатель Читинской областной думы первого и второго созывов (1994—2000). Член Совета Федерации Федерального Собрания Российской Федерации от Читинской области (1996—2005).

## Биография
В 1961 году по окончании обучения в Северо-Кавказском горно-металлургическом институте получил специальность «инженер-геолог». С 1961 по 1994 год работал в Забайкальском комплексном НИИ Министерства геологии СССР, где прошел карьерный путь от старшего лаборанта до директора института.
В 1966 году стал членом КПСС. Избирался в Читинский городской Совет народных депутатов с 15-го по 20-й созыв. В 1981 году «За создание уникальной сырьевой базы высококачественных руд» был удостоен Государственной премии СССР.
В 1993 году вступил в КПРФ. В марте 1994 года был избран депутатом Читинской областной Думы, а в апреле того же года — её председателем. В 1995 году был одним из кандидатов в ЦК КПРФ. В октябре 1996 года был вновь избран депутатом областного парламента и его председателем. С января 1996 года по декабрь 2000 года — член Совета Федерации РФ по должности, как глава законодательного органа области. С декабря 2000 года по апрель 2005 года представлял в обновлённом Совете Федерации Читинскую областную думу.